# Xã Yoder, Quận Reno, Kansas
Xã Yoder (tiếng Anh: Yoder Township) là một xã thuộc quận Reno, tiểu bang Kansas, Hoa Kỳ. Năm 2010, dân số của xã này là 798 người.